# 大阳岔镇
大阳岔镇，是中华人民共和国吉林省白山市江源区下辖的一个乡镇级行政单位。

## 行政区划
大阳岔镇下辖以下地区：
大阳岔社区、大阳岔村、前葫芦村、路庄子村、小东岔村、小洋桥村、后葫芦村和棒槌砬子村。